# Krapchova dekarboxylace
Krapchova dekarboxylace je reakce esterů s halogenidovými anionty. Ester musí v poloze beta mít skupinu odtahující elektrony, což splňují například β-ketoestery, malonátové estery, α-kyanoestery, a α-sulfonylestery. Nejlépe tato reakce probíhá u methylesterů, protože estery obsahující methylové skupiny snadněji vstupují do SN2 reakcí než estery s většími alkylovými substituenty, jako jsou ethyl a propyl. Vedlejšími produkty jsou chlorethan a oxid uhličitý, které se jako plyny snadno odstraňují, což zlepšuje výtěžnost reakce.
Krapchovy dekarboxylace jsou obzvláště vhodné pro estery kyseliny malonové, protože se štěpí jen jedna ze dvou esterových skupin. Zásaditá hydrolýza následovaná dekarboxylací vyžaduje krok navíc, kterým se obnovuje ester.